# Hofmann-Villa
Die Hofmann-Villa, auch Lindenhaus oder Villa Lindenhaus, am Ledenweg 2a/b nördlich der Meißner Straße ist ein repräsentatives villenartiges Landhaus im Stadtteil Kötzschenbroda der sächsischen Stadt Radebeul.

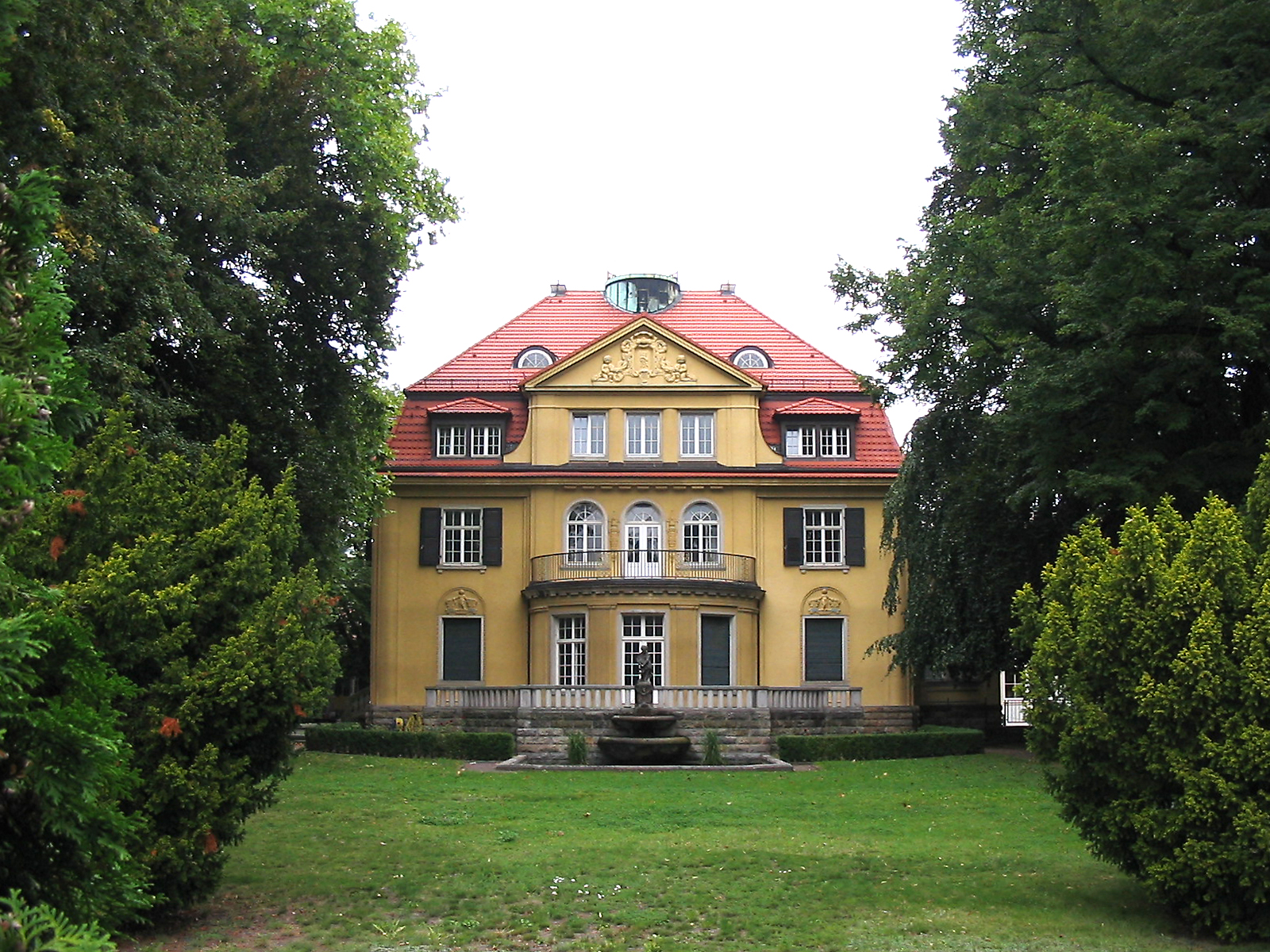
Hofmann-Villa zwischen altem Baumbestand, Blick von der Meißner Straße

Das mitsamt Nebengebäude, Toreinfahrt und Park (Gartendenkmal) denkmalgeschützte Gebäude wird laut Denkmaltopografie dem Stil des Neobarock zugeordnet und beispielhaft für diese Stilrichtung im Dehio aufgeführt. Die aktuelle Denkmalerklärung jedoch weist die Bauten der „Reformstil-Architektur“ zu. Als Kulturhaus mit Pförtnerhaus und Gartenanlage stand das Anwesen bereits zu DDR-Zeiten ab 1979 unter Denkmalschutz.

## Beschreibung

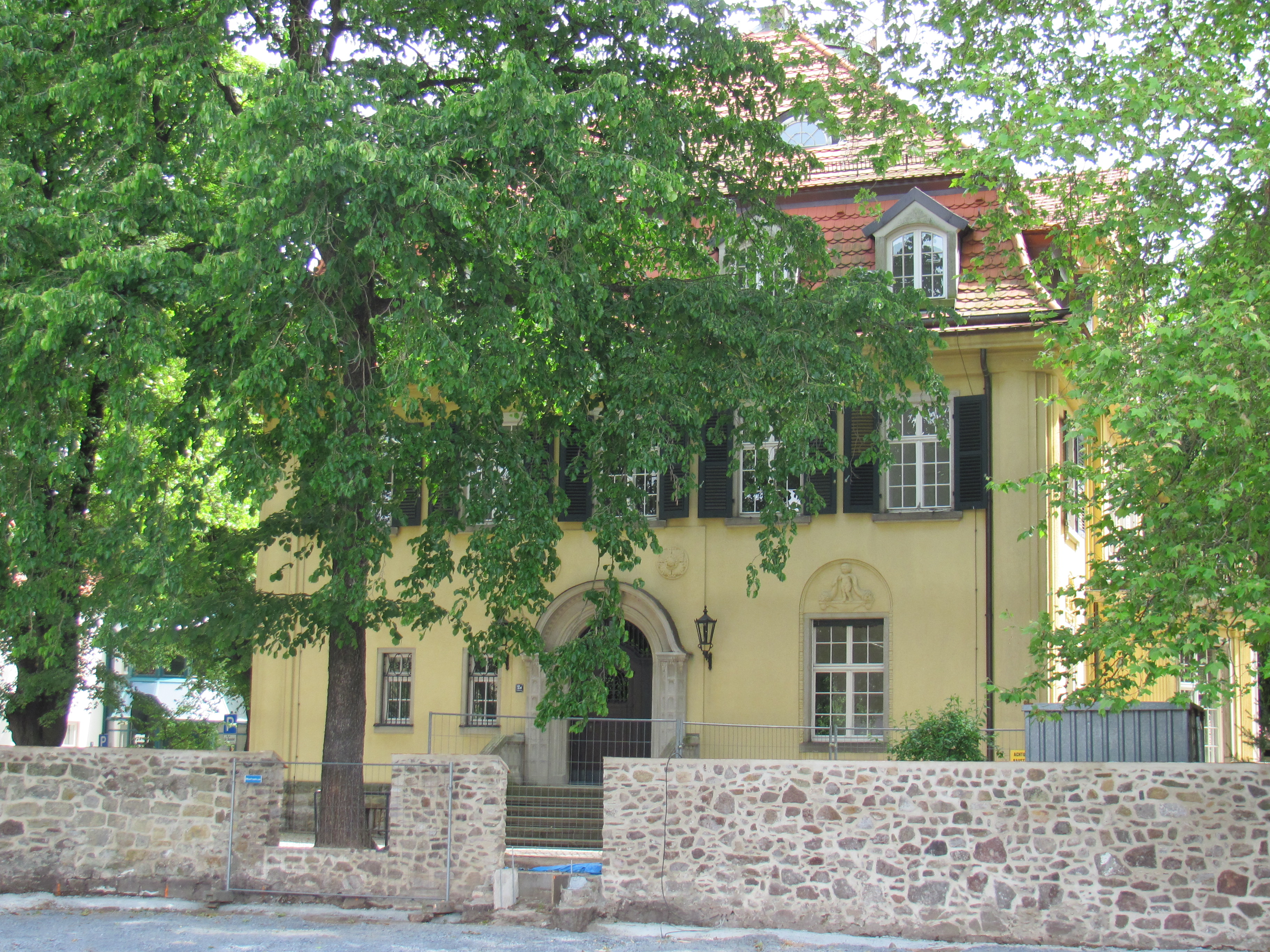
Hofmann-Villa: Seiteneingang vom Ledenweg

Der mit der Front in Richtung Park sowie Meißner Straße ausgerichtete, zweigeschossige Putzbau hat eine symmetrische Fassade mit einem Mittelrisalit, vor dem sich ein halbrunder Söller mit Pilastergliederung befindet. Vor diesem wiederum befindet sich die Terrasse mit einem Schalenbrunnen mit Figur. Die Fassaden sind gegliedert mit Stuckdekor und Ecklisenen, sie stehen über einem Sockel aus Werkstein.
Die Villa trägt ein hohes Mansarddach mit einem trommelartigen Belvedere auf dem First. Zur Straßenseite hin befindet sich im Dach ein großes Zwerchhaus mit Dreiecksgiebel, in dem eine umrankte Kartusche mit zwei Putten zu sehen ist. In der Kartusche wird eine Hand dargestellt, die drei Blitze hält, ein Symbol für die Tätigkeit des Bauherrn im Bereich der Hochspannung.
Auf der Rückseite des Gebäudes sind zwei Seitenrisalite, zwischen denen sich eine Veranda mit Pilastern befindet. Eine weitere Veranda geht in den parkartigen Garten nach Osten. Der Zugang auf das Grundstück erfolgt von Westen vom Ledenweg, wo sich ein Pförtnerhaus befindet.
Im Garten steht ein inzwischen alter, hochgewachsener Baumbestand an Linden, nach denen das Haus auch Lindenhaus heißt. Der Garten gilt als Werk der Landschafts- und Gartengestaltung.

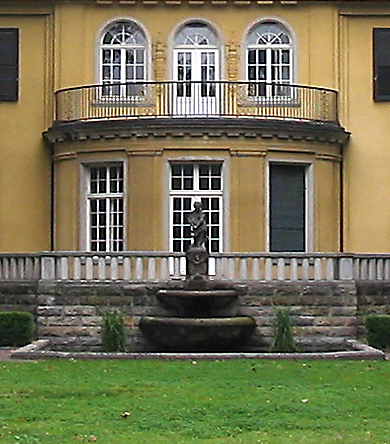
Söller mit Brunnenanlage
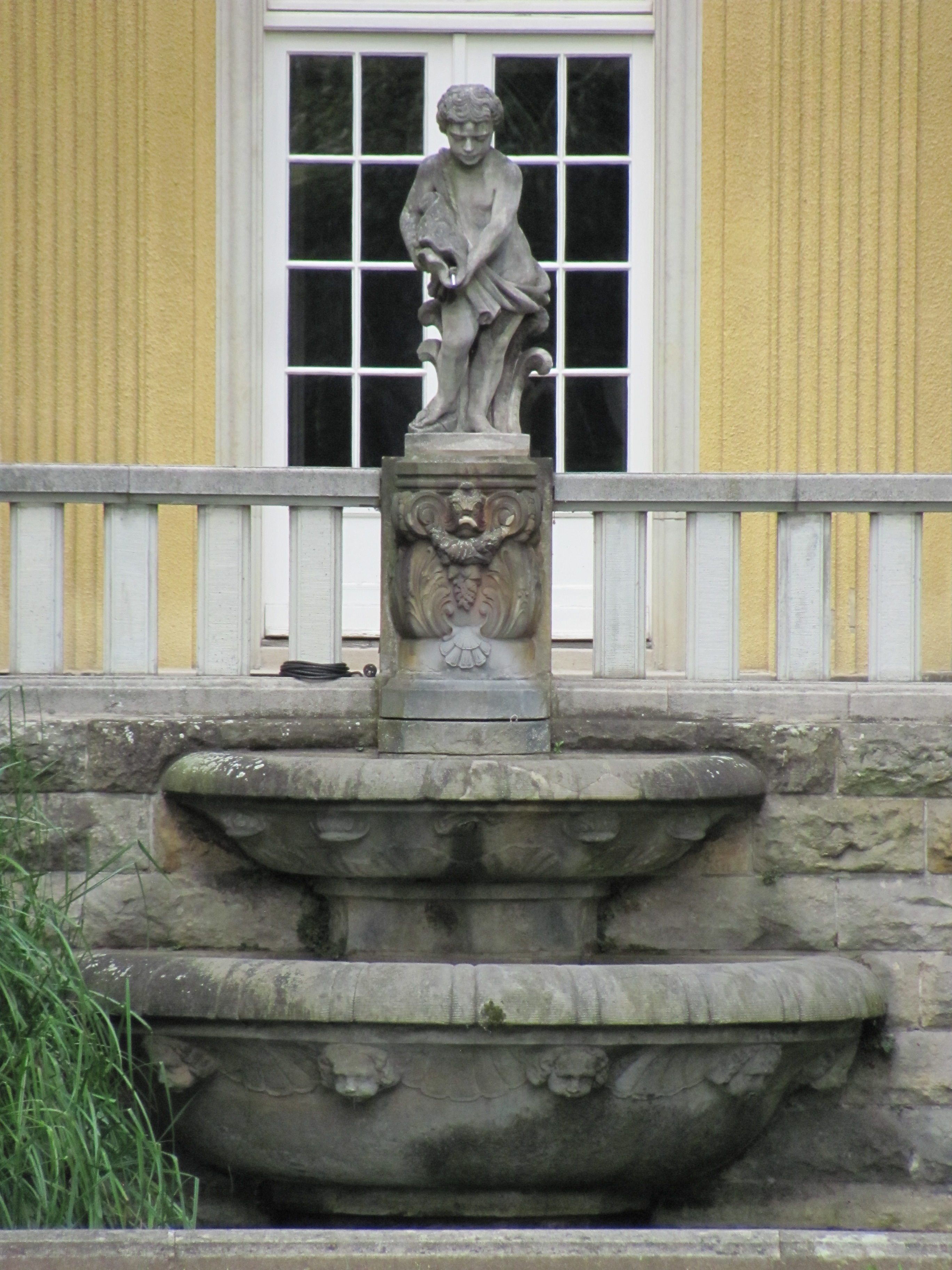
Brunnenfigur
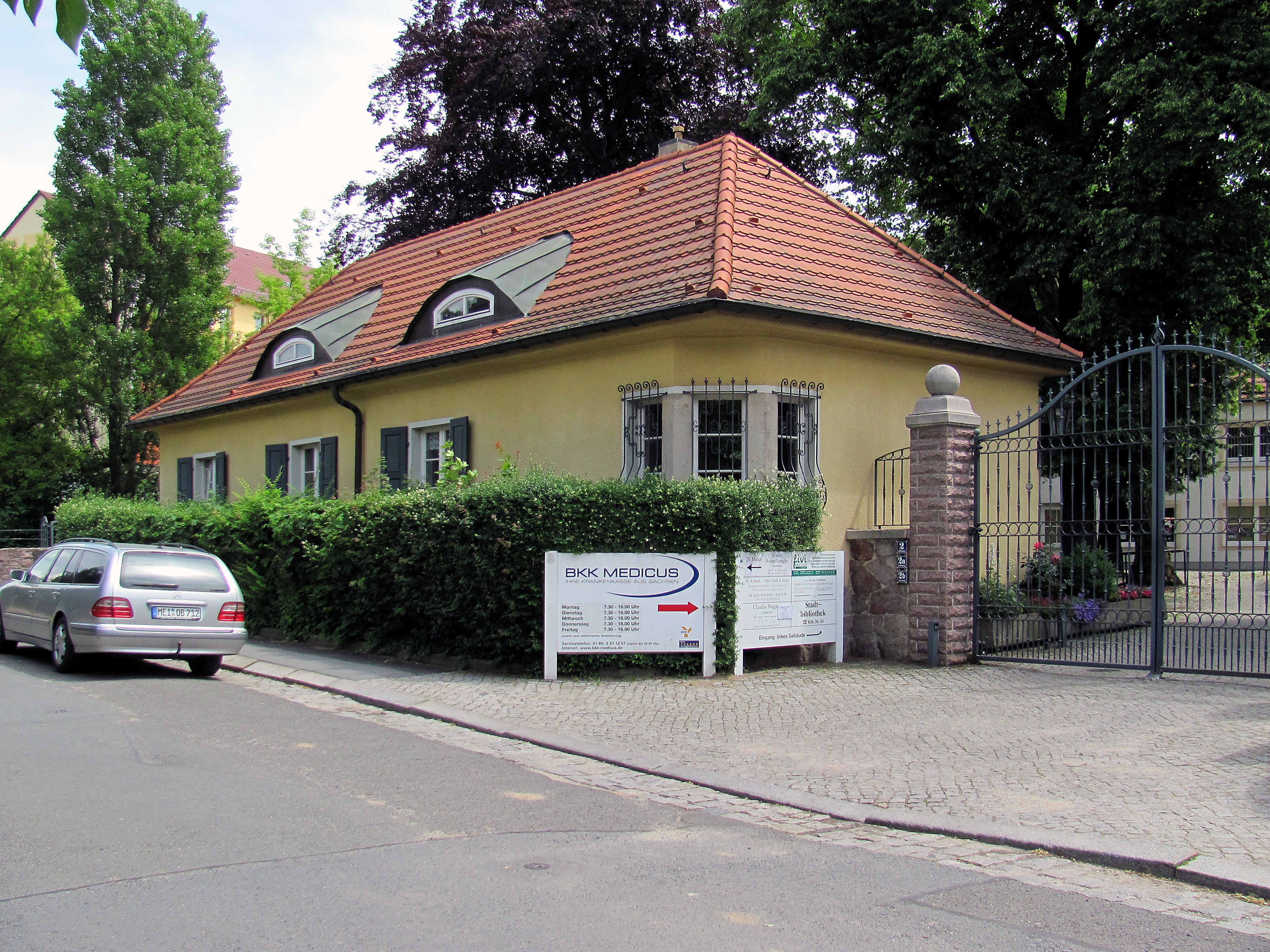
Nebengebäude
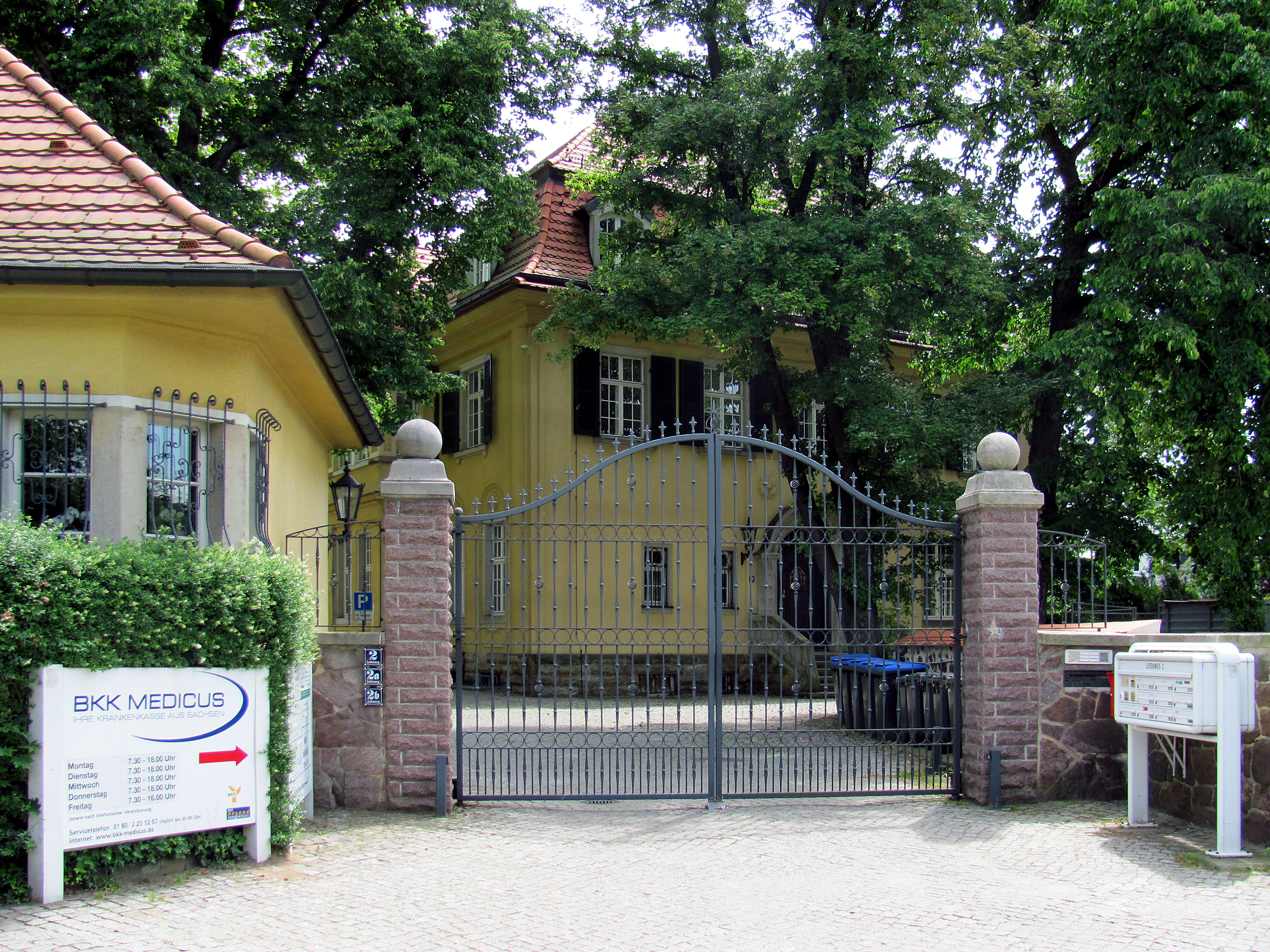
Toranlage und alter Baumbestand

## Geschichte
Die Eintragung zum Grundstück beginnt in der Radebeuler Häuserkartei im Jahr 1872 als Meißner Straße 14 in Kötzschenbroda im Besitz von Heinrich Franz Ferdinand Breymann als Villenbesitzer, einem preußischen Premierlieutenant und ab 1873 Vater des späteren Genealogen Hans Breymann. In seinem Besitz befand sich ein Wohngebäude mit Weinberg, ca. 104 Jahre alt „und in ziemlich gutem Zustand (!)“, dazu ein ca. 31 Jahre altes Salongebäude „in völlig gutem Zustand“, ein ca. 104 Jahre altes Stallgebäude „mit gesattelter starker Ziegelgröße […], auch in gutem Zustand“ und ein etwa 34 Jahre altes Gewächshaus mit 23 Jahre altem Erweiterungsbau. Ergänzt wurden diese durch einen Schuppen, ein zweites Seitengebäude mit Pferdestall und Remise, „auch ca. 104 Jahre alt und alles in gutem Zustand“.
Mit der Anlage des Ledenwegs als diagonalem Durchstich zwischen Gradsteg an der Meißner Straße und der Schulstraße an der Heinrich-Zille-Straße nördlich davon bekam das Grundstück wegen der auf der Westseite beginnenden Hufeisennummerierung die letzte Nummer ab und wurde als Ledenweg 7 katastriert. 1886 wurde der im Lindenhaus wohnende Breymann als Obersteuerkontrolleur im Adressbuch geführt; 1897, nach dem Tod der Ehefrau Katharina geborene Swinburne, wies ihn das Adressbuch als in Eibenstock wohnenden Obersteuerinspektor aus und als Vermieter an Oberstleutnant a. D. Ernst von Egidy.
Das Adressbuch von 1910 dokumentierte Axel von Kirchbach als Hauseigentümer. Ihm folgte der Kötzschenbrodaer Fabrikant und spätere Ehrenbürger der Stadt Kötzschenbroda Johannes Wilhelm Hofmann. Hofmann war der Gründer und Inhaber des Elektroarmaturenwerks JWH.
Die neobarocke Villa wurde 1915/1916 als „Einfamilienwohnhaus“ für Johannes Wilhelm Hofmann nach Entwürfen von Felix Sommer (Adolf Neumann Nachfolger) errichtet.
Hofmann ließ sich 1934/35 nach Norden hin einen Neubau errichten, das heute ebenfalls denkmalgeschützte Einfamilienhaus Wilhelm Hofmann (Ledenweg 8). Dort hatte vorher unter der Adresse Ledenweg 6 die Villa Frikell des Zauberkünstlers Wiljalba Frikell gestanden. 1935 wurden der Durchstich Ledenweg und die in Niederlößnitz liegende Schulstraße zum durchgehenden Ledenweg zusammengelegt. Infolgedessen bekam das an der Meißner Straße östlich gelegene Grundstück bei der Umstellung auf Orientierungsnummerierung die Nummer 2, die noch heute gilt.
Hofmann wurde 1953 enteignet und seine Villa wurde Sitz der FDJ-Kreisleitung, nebenher wurde sie auch noch als Jugendklubhaus Radebeul benutzt.
Anfang der 1990er Jahre wurde das Anwesen rückübertragen und saniert. Es dient heute als Bürogebäude. Bis Anfang der 2000er Jahre war dort das RKW Sachsen untergebracht.
Derzeit sitzt dort die Betriebskrankenkasse BKK Medicus bzw. nach der Fusion mit der BKK Verkehrsbau Union das ServiceCenter Radebeul der in Berlin ansässigen Betriebskrankenkasse.
Die Stadtbibliothek Radebeul-West ist seit 1996 mit der Adresse Ledenweg 2 in einem Neubau nordöstlich hinter der Villa zu finden.